# Comuna Rubanka, Nedrîhailiv
Rubanka (în ucraineană Рубанка) este o comună în raionul Nedrîhailiv, regiunea Sumî, Ucraina, formată din satele Ovecea, Rubanka (reședința) și Șkrobotî.

## Demografie
Componența lingvistică a comunei Rubanka
     Ucraineană (98,29%)
     Rusă (1,22%)
     Alte limbi (0,48%)
Conform recensământului din 2001, majoritatea populației comunei Rubanka era vorbitoare de ucraineană (98,29%), existând în minoritate și vorbitori de rusă (1,22%).